# Septimus Heap
Septimus Heap är en fantasybokserie i sju delar, skriven av den brittiska författaren Angie Sage och illustrerad av Mark Zug. Alla sju delar har utkommit på svenska. Filmbolaget Warner Bros har också påbörjat arbetet med att filmatisera den första boken.
Serien består av följande delar (med engelska titlar inom parentes):
1. Magi (Magyk) 2005
2. Skuggan (Flyte) 2006
3. Alkemisten (Physik) 2007
4. Sökandet (Queste) 2008
5. Sirenen  (Syren) 2009
6. Mörkret  (Darke) 2011
7. Elden (Fyre) 2013

## Seriens handling
Serien handlar om den sjunde sonen av den sjunde sonen; Septimus Heap, den bortkomna prinsessan Jenna och deras nära och kära. Boken utspelas i en magisk värld fylld med Magi, magiker, spöken, häxor och besvärjelser. 
Den första delen - "Magi" - handlar om hur Jenna efterlyses av jägaren, och måste ta sig i säkerhet. Till sin hjälp har hon pojke 412, övermagikern Marcia Overstand, sin bror Nicko, en omöjlig varghund och den före detta övermagikern Alther Mella's spöke... 
Bok två, Skuggan, handlar återigen om prinsessan Jenna och Septimus, den nyfunna övermagikerns lärling. I den här boken kommer Jennas bror, Simon, som försvann i slutet av bok 1 ("magi"), på besök. Men allt går inte så bra... 
Bok tre, Alkemisten, handlar som vanligt om Septimus och Jenna. Jenna besöks av drottning Etheldredda's spöke som ber henne att visa Septimus en spegel. Men Septimus dras in i spegeln och Jenna måste hämta tillbaka honom från 500 år tillbaka i tiden... 
Bok fyra, Sökandet, handlar om att Septimus och Jenna måste hämta tillbaka deras vän Snorri och Nicko som blev kvar i tiden i den förra boken. Samtidigt försöker den första ärkearkivariens spöke sända ut Septimus på det livsfarliga sökandet, som ingen lärling tidigare återvänt ifrån... 
Bok fem, Sirenen, handlar om att Septimus, Jenna och deras vän Beetle kraschlandar på en mystisk ö, som bebos av en mystisk siren. Samtidigt har Septimus drake, Brandsprutan, blivit allvarligt sjuk, och ärkearkivariens spöke, Tertius Fume, har återvänt med fler mörka planer för Septimus och hans vänner. Ska de någonsin komma därifrån?
Bok sex, Mörkret, handlar om att Septimus och hans vänner måste frita Alther Mella. Merrin Meredith står dock i hans väg, tillsammans med hans saker och en drake. Ska de kunna frita honom och få iväg det Mörka från Slottet?
Bok sju, Elden, den sista boken, handlar om slutet på Septimus övermagikerutbildning. Samtidigt måste han och hans vänner stoppa den bak-och-framvända ringen genom att kasta in den i en alkemisk eld. Men ringen utgör en större fara än många tror...